# Cathédrale Notre-Dame-Immaculée de Monaco
Pour les articles homonymes, voir Cathédrale Notre-Dame.
La cathédrale Notre-Dame-Immaculée de Monaco est un édifice religieux romano-byzantin situé à Monaco. Érigée sous le principat de Charles III, elle est l'église principale de l'archidiocèse monégasque. De ce fait, elle est un élément important de l'identité monégasque, « symbole d’un attachement fort à nos racines et à notre foi chrétienne » selon le prince Albert II.
Elle accueille les offices pontificaux lors des grandes fêtes religieuses ainsi que pour la Sainte-Dévote (27 janvier) et la Fête nationale (19 novembre),
 dont son père, le prince Rainier III, reconnaissait le patronat.

## Localisation
Elle se trouve sur le rocher de Monaco à Monaco-Ville, (4, rue du Colonel-Bellando-de-Castro).

## Historique

Logotype de la paroisse de la Cathédrale.

La cathédrale a été construite sur les ruines de l’église Saint-Nicolas, elle-même bâtie en 1252, puis détruite en 1874.
Dans la ruelle qui jouxte le bâtiment on peut voir une cloche provenant de l'ancienne église Saint-Nicolas, fondue en 1484, et qui sonna pour la libération de la patrie (expulsion de la garnison espagnole) par le prince Honoré II Grimaldi en 1641.
La première pierre de la cathédrale actuelle a été posée le 6 janvier 1875 et les travaux achevés le 12 novembre 1903. Elle a été consacrée en 1911.
Par une convention signée au Vatican le 15 juillet 1981, le Siège épiscopal de Monaco était élevé à la dignité de Siège archiépiscopal. Charles-Amarin Brand fut le premier archevêque et Joseph-Marie Sardou lui succéda de 1985 à 2000.
Le 21 janvier 2020, le pape François a nommé Dominique-Marie David archevêque de Monaco, poste dans lequel il succède à Bernard Barsi atteint par la limite d'âge. Son ordination épiscopale a été célébrée à Monaco le dimanche 8 mars 2020 en la cathédrale de Monaco.

## Description
Cette cathédrale de style romano-byzantin fut construite en pierres blanches de La Turbie à partir de 1875 par le prince Charles III à l'emplacement de l'ancienne église Saint-Nicolas, et dédiée à Notre Dame de l'Immaculée Conception.
Sa longueur est de 72 mètres, sa largeur de 22 mètres et sa hauteur de 18 mètres.
Les matériaux de construction utilisés sont la pierre de La Turbie, le porphyre rouge et bleu vient de l'Estérel, le vert et le granit viennent des Vosges, le granit du chœur vient de Biella et le marbre de Carrare.
La cathédrale abrite trois chapelles, la chapelle des reliques de sainte Dévote, patronne de la Famille princière, de la Principauté et du diocèse de Monaco, la chapelle dédiée à saint Roman, pâtre et soldat martyr et protecteur de la Principauté et la chapelle du Saint-Sacrement, chapelle funéraire des évêques et archevêques de Monaco.
Les vitraux des fenêtres hautes de la nef montrent des femmes de l'Ancien Testament et ceux des nefs latérales représentent des scènes de la vie de Jésus et de Marie.

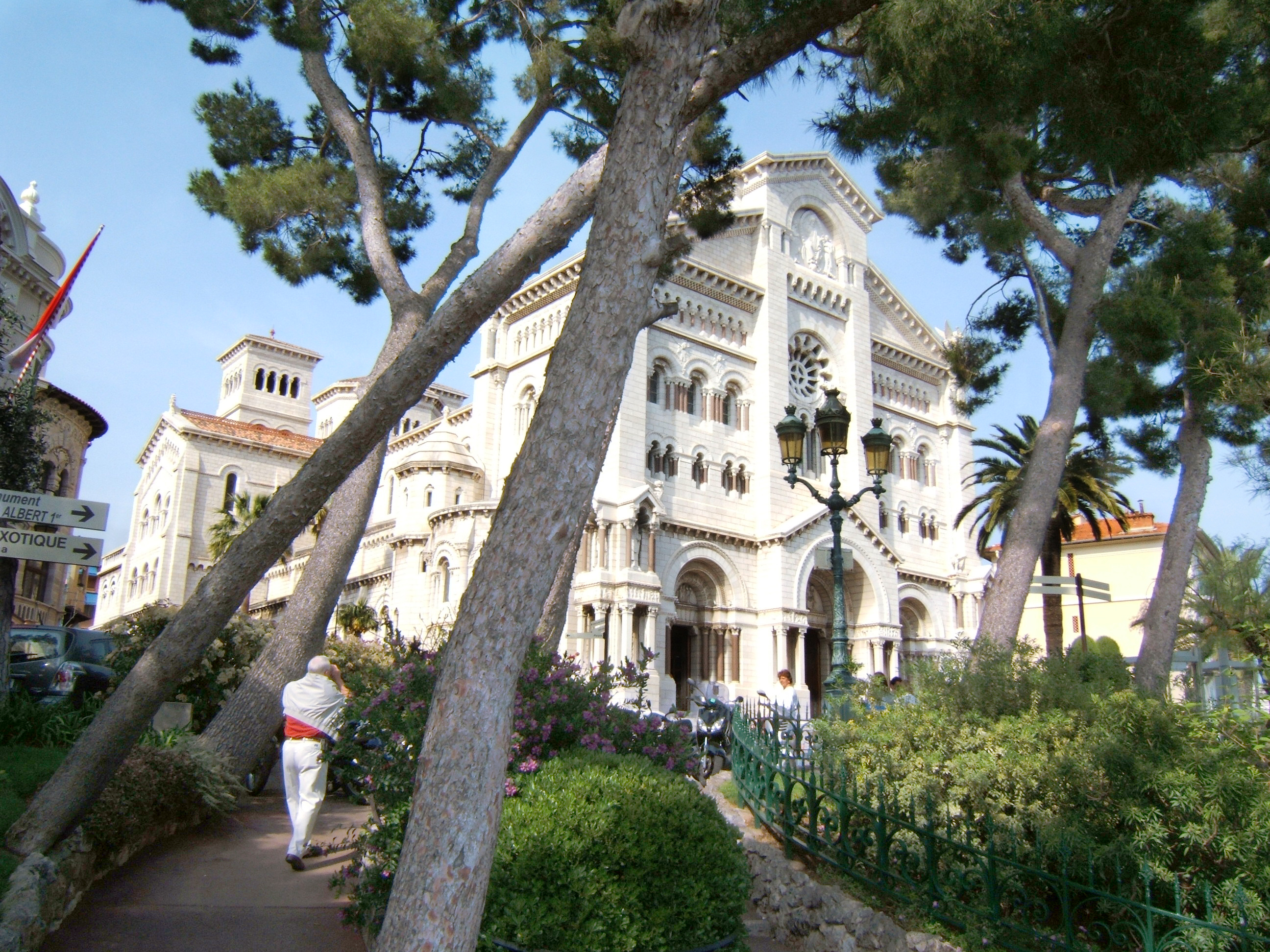
La cathédrale Notre-Dame-Immaculée vue depuis le jardin de la ruelle Sainte-Barbe.
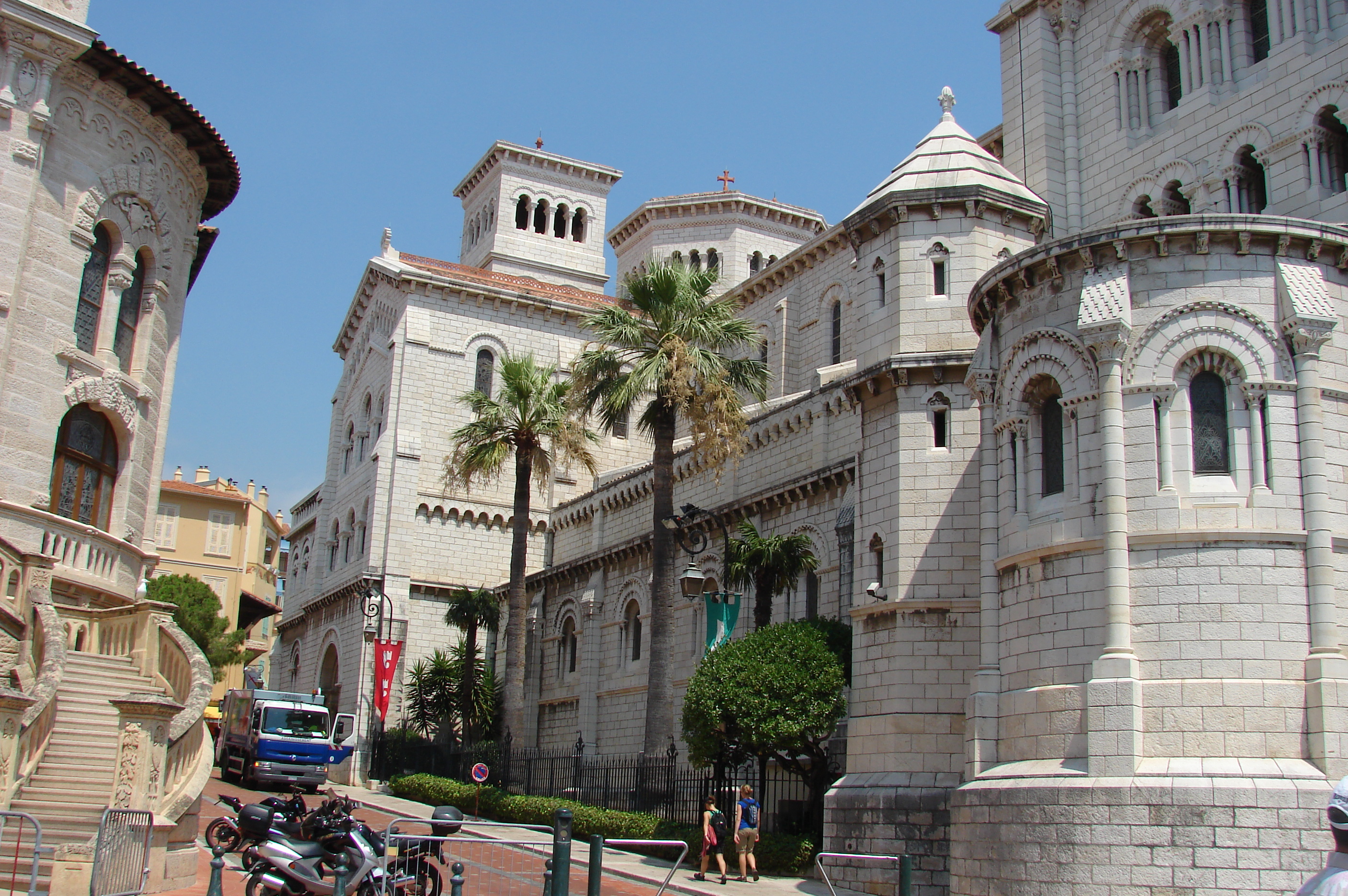
Façade est et abside en arrière plan avec une partie de la façade du palais de justice (à gauche).

## Orgues de la cathédrale de Monaco

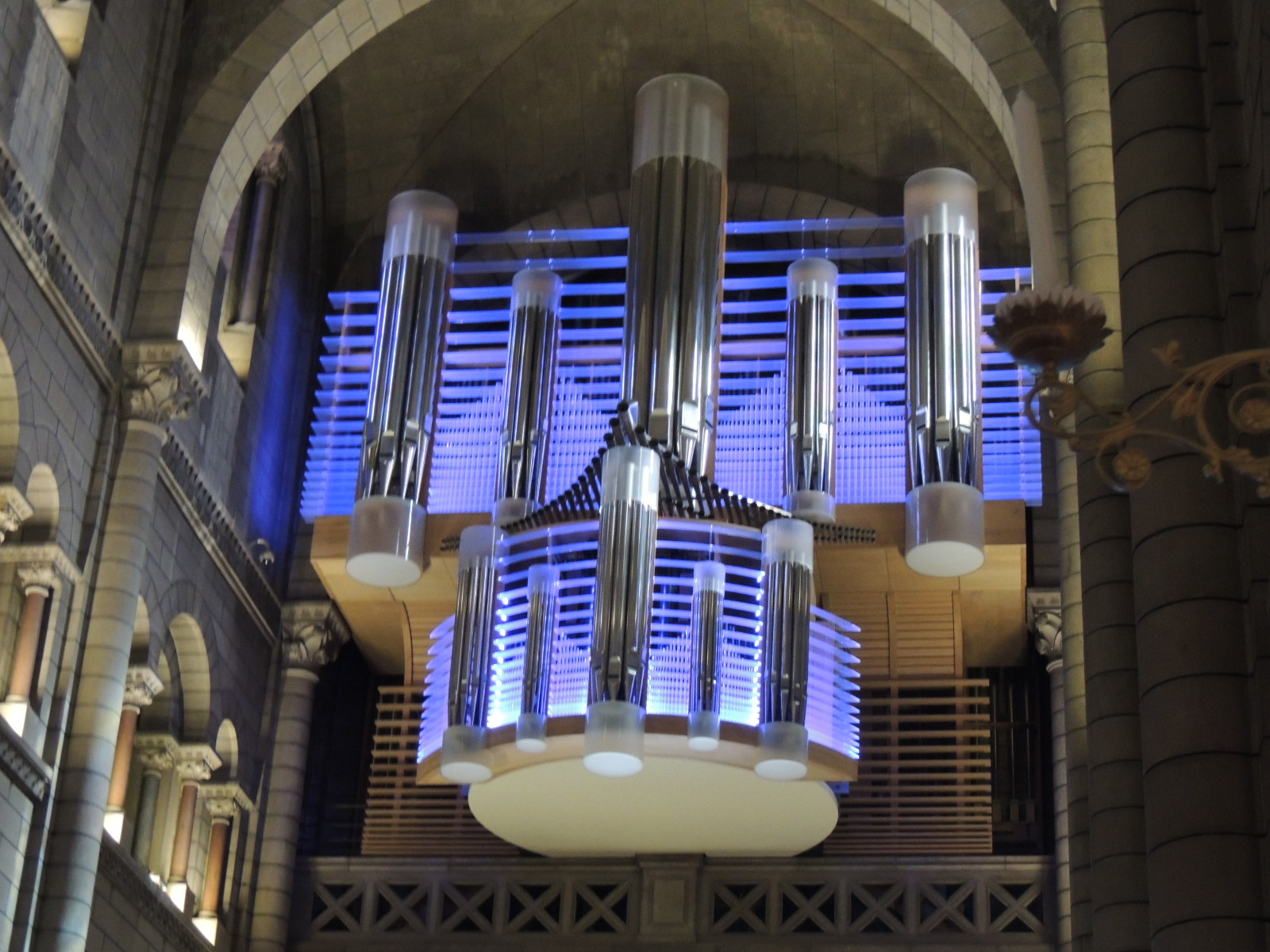
Nouvel orgue (2011) avec des jeux d'éclairage par « leds ».
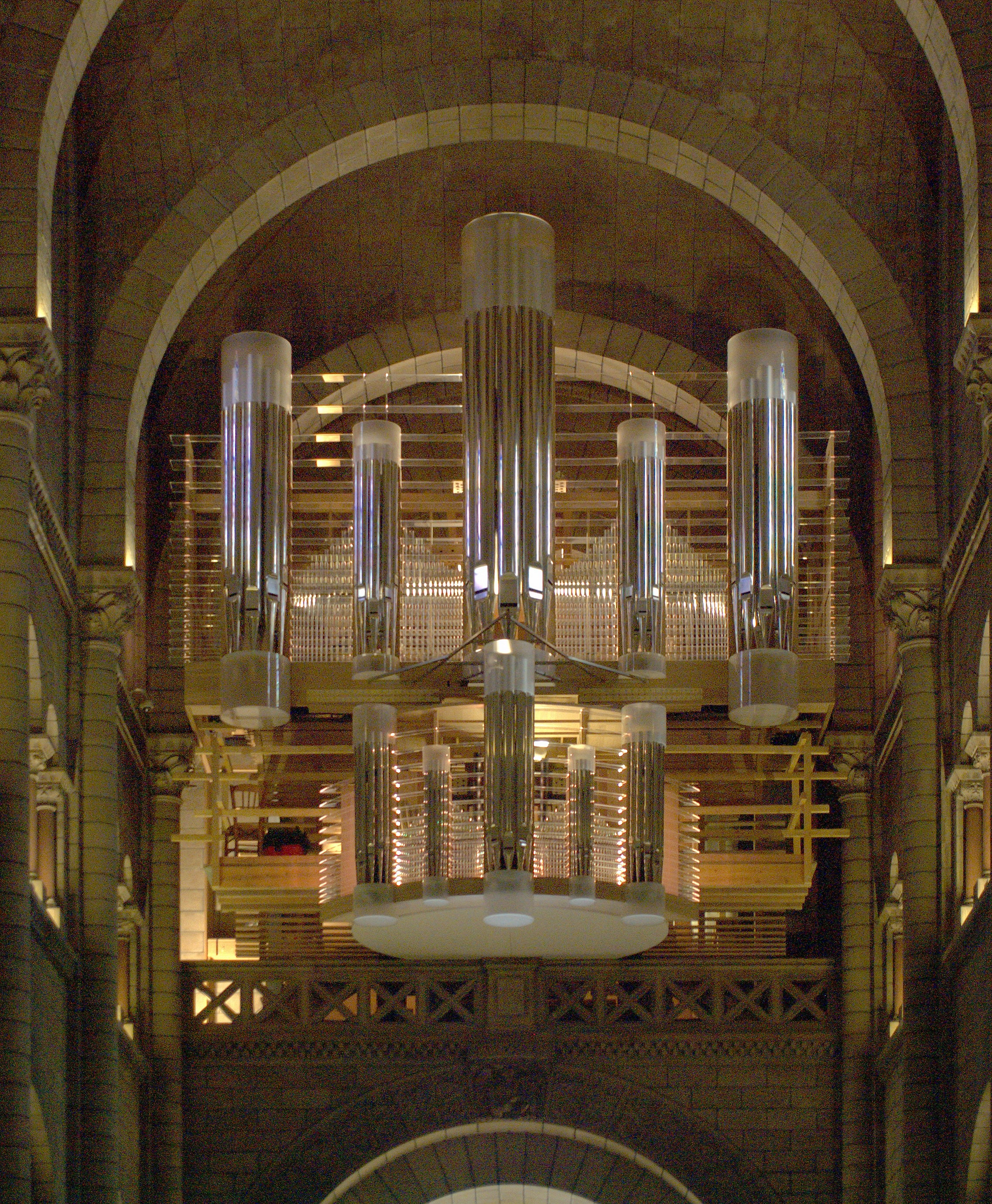
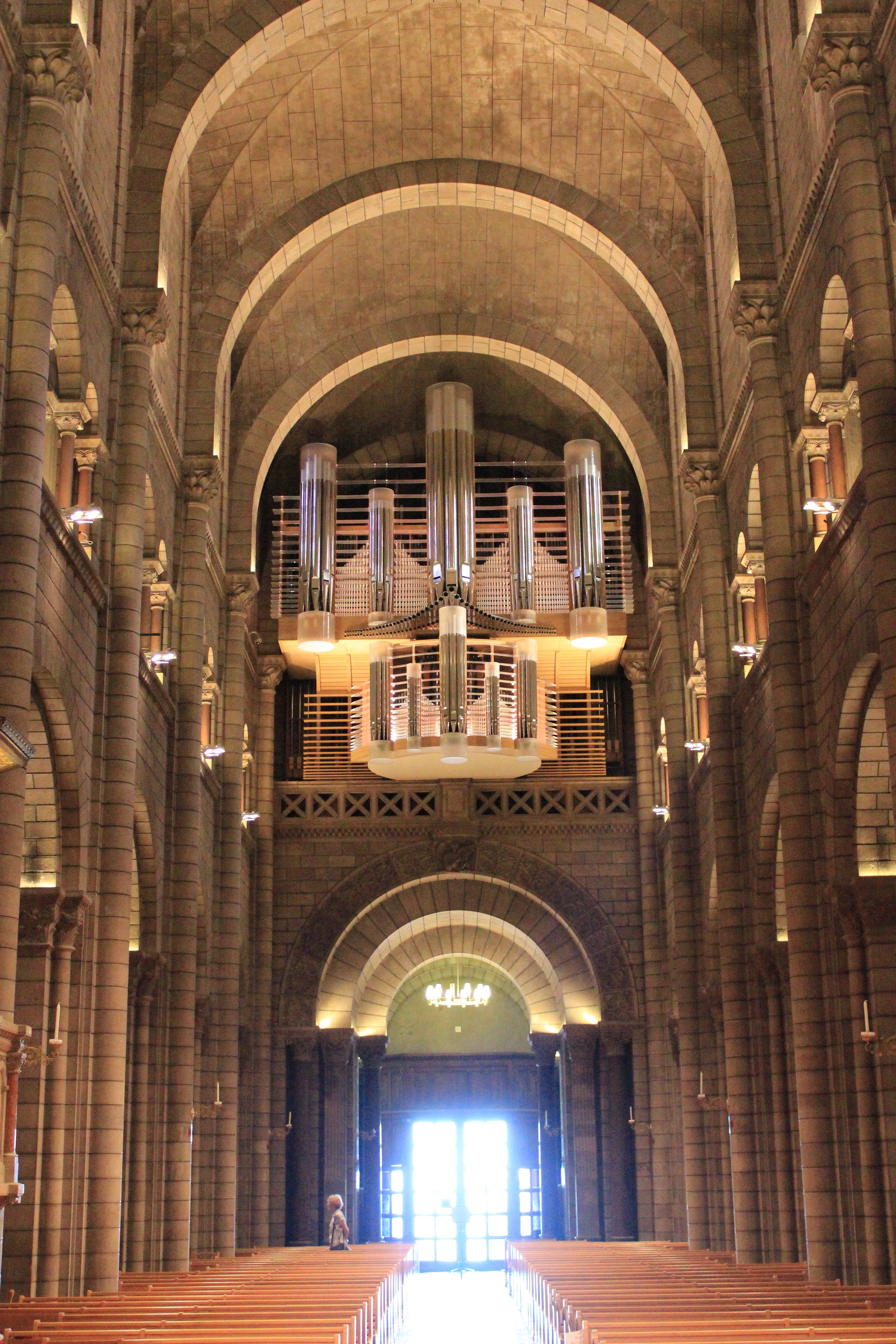
Les orgues sur la tribune au-dessus du narthex.
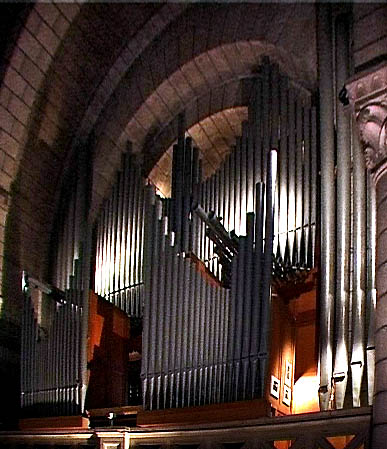
Ancien orgue de Jean-Loup Boisseau de la cathédrale de Monaco (1976).

La cathédrale de Monaco possède deux orgues : 
- Les Grandes Orgues placées sur la tribune au-dessus du narthex[12], réalisées par Jean-Loup Boisseau en 1976[13], tout comme leur voisin et contemporain de la cathédrale Sainte-Réparate de Nice, en collaboration avec Pierre Cochereau et le chanoine Henri Carol.

Les travaux de reconstruction du grand orgue ont été confiés à la Manufacture d'orgues Thomas (Belgique) et après 2 ans de travaux Monaco dispose, depuis décembre 2011, d'un instrument unique sur le plan architectural et musical.
L'orgue dispose de 4 claviers, 79 jeux et environ 7 000 tuyaux. Pour sa réalisation on a utilisé les matériaux les plus nobles: sapin des Vosges pour les soufflets, érable pour la console, chêne pour la façade.
De fines plaques de plexiglas dans la façade peuvent être éclairées de différentes manières pour interpréter visuellement la couleur sonore de l'instrument.
Pour plus d'informations sur cet instrument, le voir et l'entendre, consulter la rubrique Liens Externes plus bas.
- L'orgue de chœur réalisé par la maison Giovanni Tamburini (Crema, Italie) en 1976[17].

### Organistes de la cathédrale
Le chanoine Henri Carol fut titulaire du grand orgue de 1976 jusqu’à sa mort en 1984 et René Saorgin lui succéda à cette tribune jusqu’en 2005. C'est Olivier Vernet, professeur au Conservatoire à rayonnement régional de Nice (CRR) et à l’académie Rainier III, qui en est l’actuel titulaire, depuis le 1er janvier 2006.

### Maîtrise de la cathédrale
En 1904, le Maître Bellini baptisa l'ensemble vocal avec voix d'enfants « Maîtrise de la Cathédrale de Monaco ». Plusieurs Maîtres de Chapelle se sont succédé à la tête de cette prestigieuse institution : Perruchot, les chanoines Aurat et Carol. Depuis 1999, les Petits Chanteurs de Monaco sont dirigés par Pierre Debat, maître de chapelle du palais princier et de la cathédrale de Monaco.
Fondés en 1974 au sein de la Maîtrise de la Cathédrale de Monaco, et placés sous le Haut Patronage de S.A.S. le prince Albert II, Les Petits Chanteurs de Monaco contribuent au rayonnement artistique et spirituel de la Principauté.

## Intérieur, objets mobiliers et décors
Visitée toute l'année par des touristes venant du monde entier, elle abrite quelques trésors artistiques remarquables, et en particulier :
- dans le chœur, un maître-autel incrusté de mosaïque et de cuivre.
- un trône épiscopal[23] en marbre blanc de Carrare.
- des retables[24] :
  - le retable de saint Nicolas, évêque de Myre, (1500), 202 × 260 cm réalisé par l'artiste niçois Louis Bréa en août 1500, comportant 18 compartiments,
  - Le retable de sainte Dévote,
  - Le retable de la Pietà du Curé Teste (1505),
  - Le retable des Pénitents Blancs[25],[26], dont l’œuvre est attribuée à l'atelier de François Bréa.
  - Saint Roch. Œuvre également attribuée à l'atelier de François Bréa.
- Trois cloches bénies le 8 décembre 1960 par Gilles Barthe, alors évêque de Monaco.

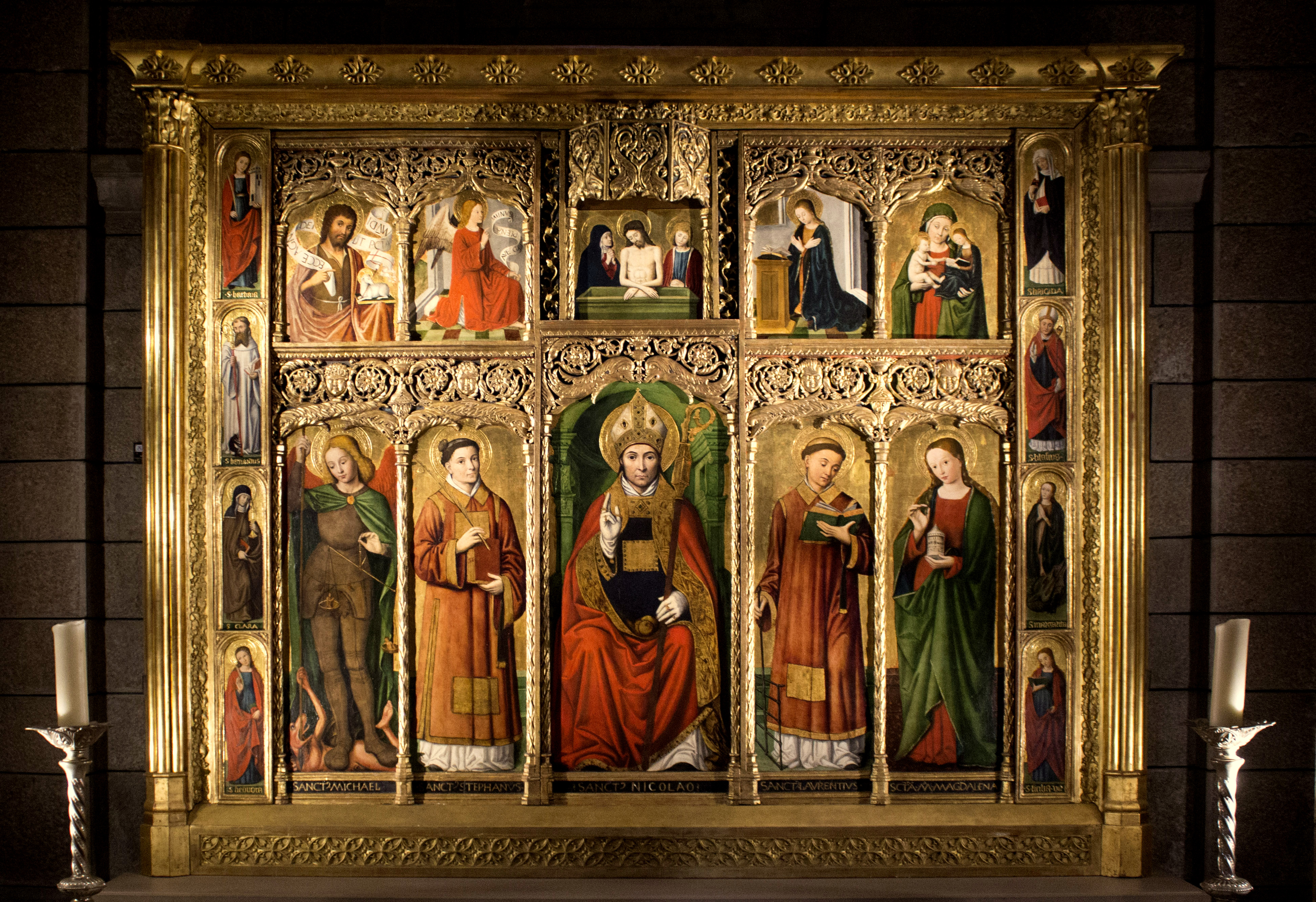
Retable de Saint-Nicolas - Ludovico Brea, 1500.
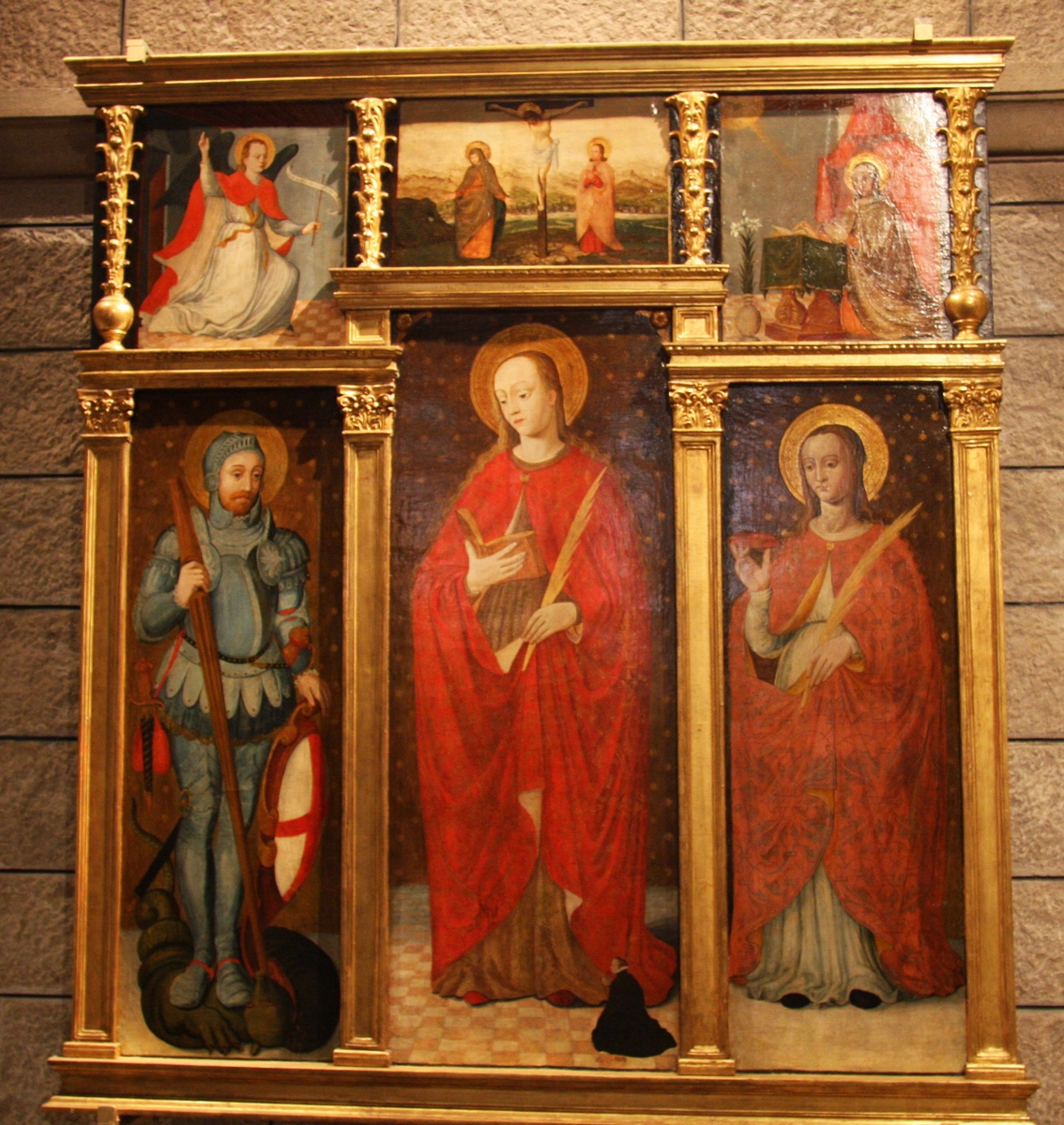
Sainte Dévote.
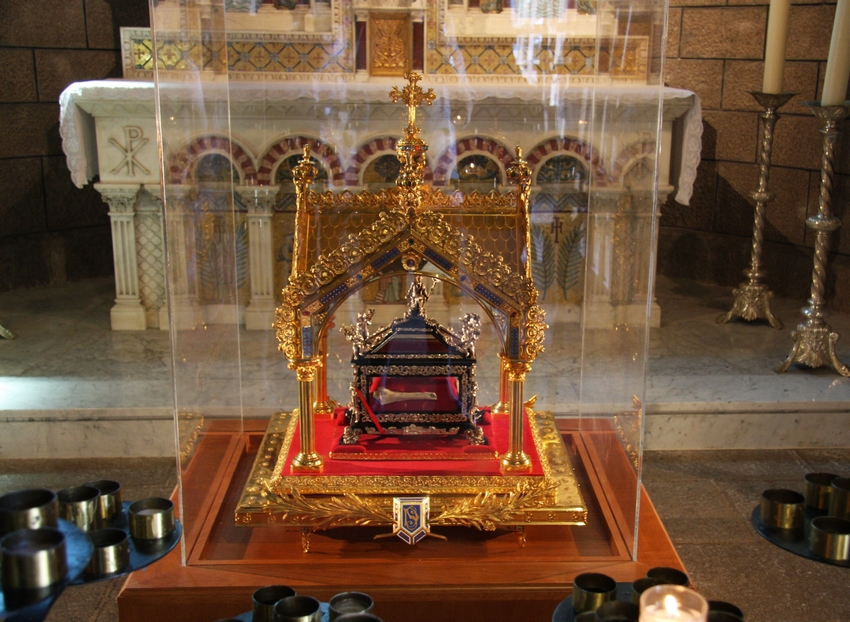
Reliques de sainte Dévote, patronne du diocèse.
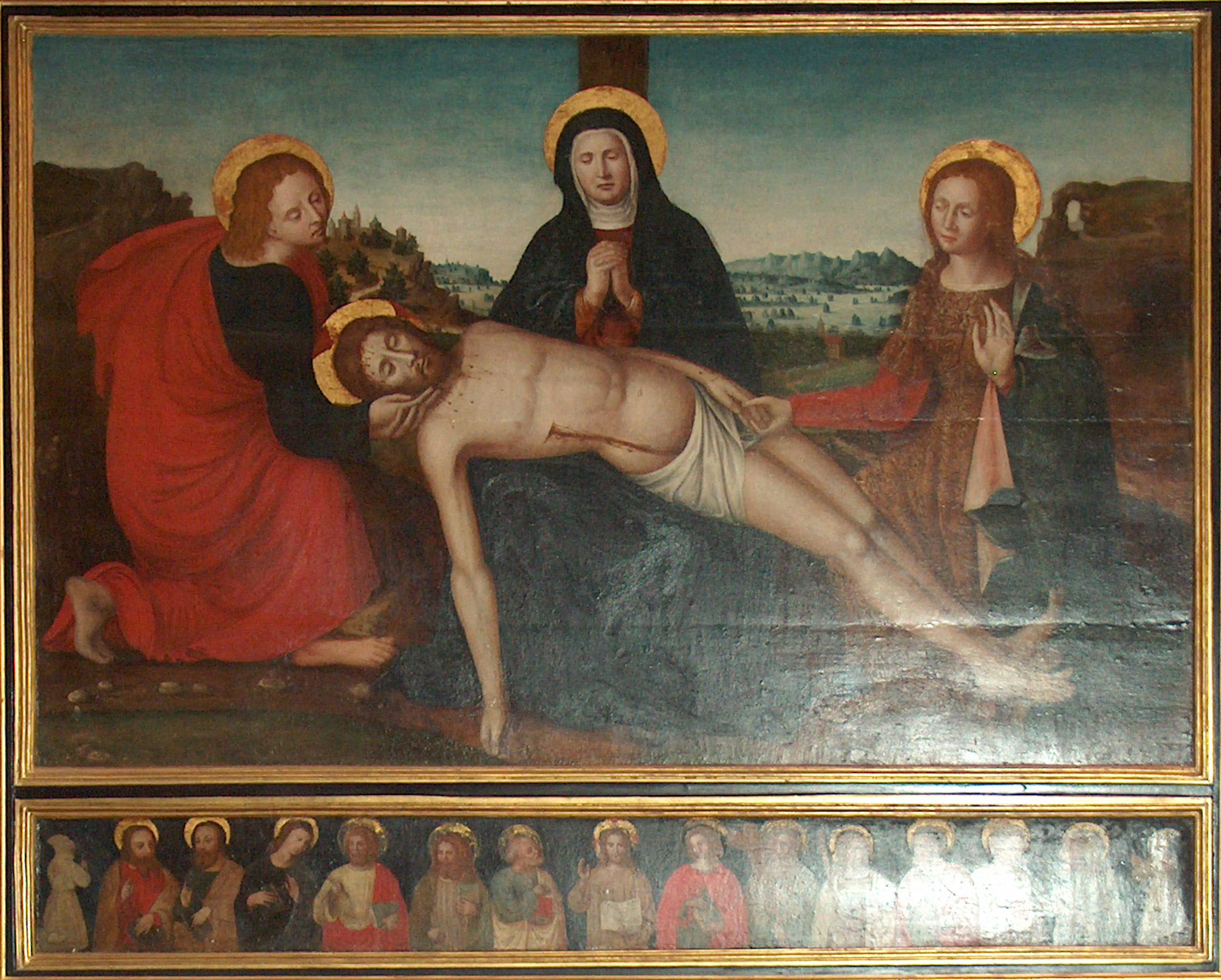
Pietà des Pénitents Blancs.
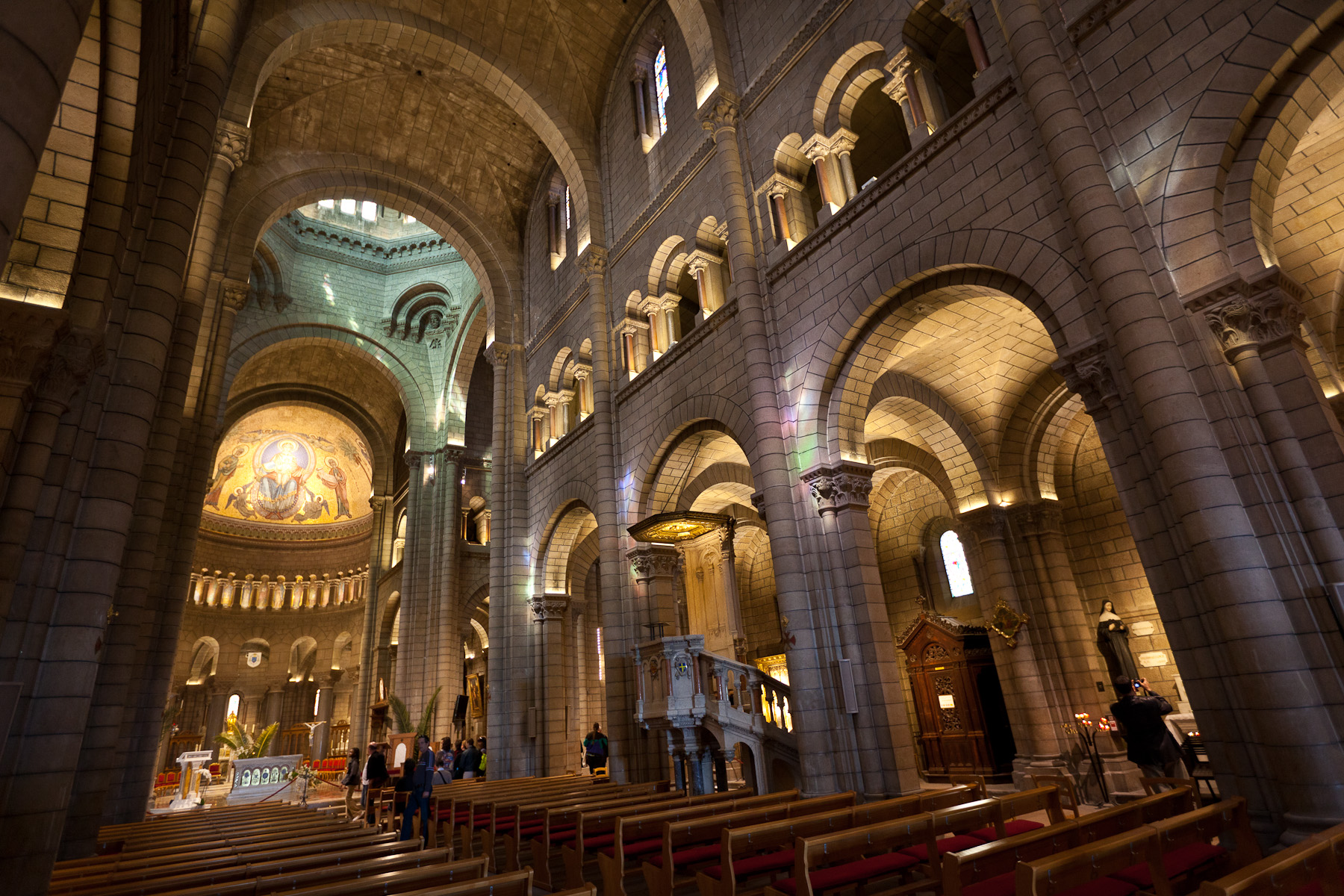
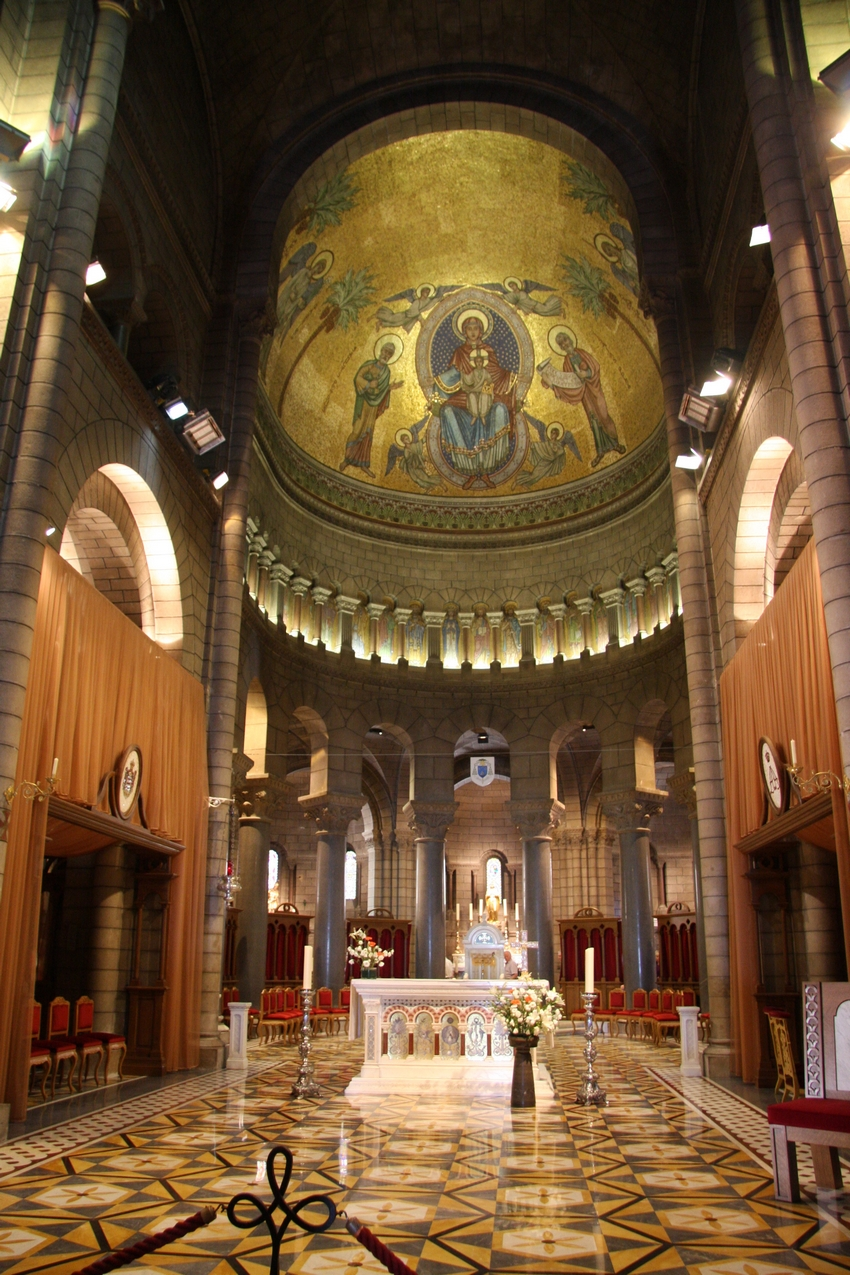
Autel.
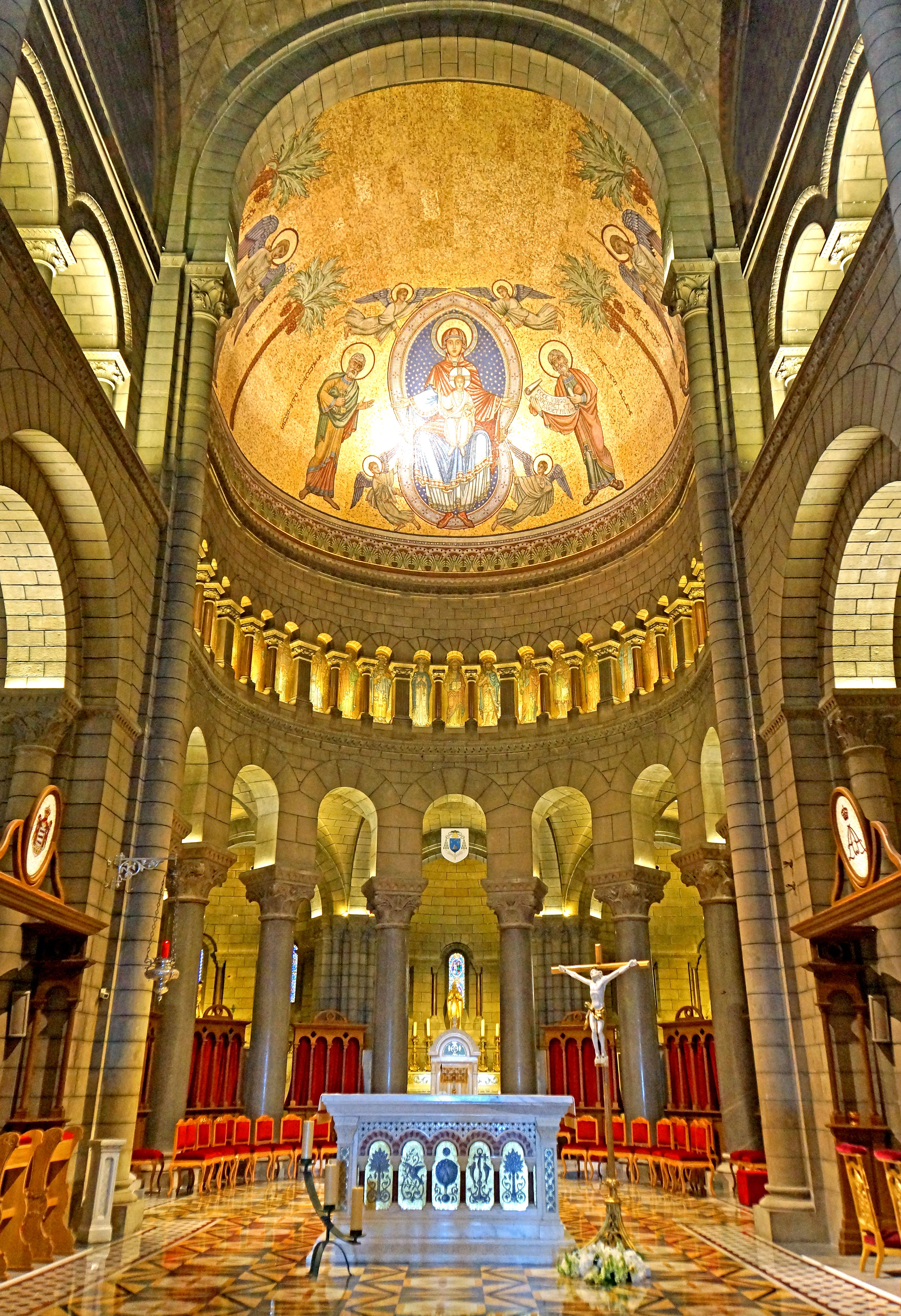

## Personnes inhumées

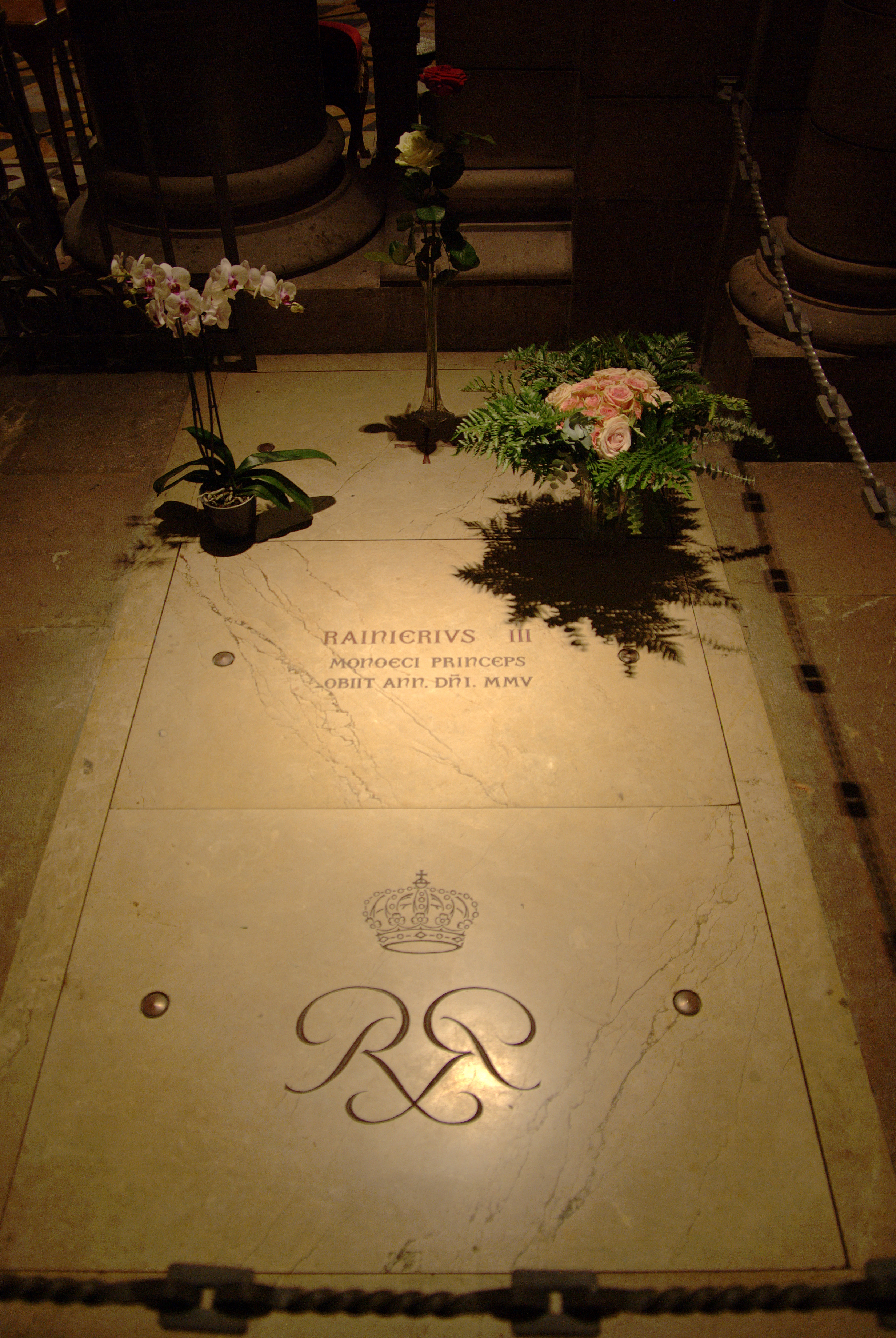
Tombe de Rainier III.

La cathédrale renferme, dans le déambulatoire, les tombes de la plupart des princes inhumés, dont celles de Rainier III et son épouse la princesse Grace (qui s'étaient mariés en 1956 dans cette cathédrale).
1. Jean II Grimaldi de Monaco, seigneur de Monaco de 1494 à 1505 (1468 - 11 octobre 1505) -  (fils de Lambert Grimaldi d'Antibes)
2. Lucien Grimaldi de Monaco, seigneur de Monaco de 1505 à 1523 (1487 - 22 août 1523) -  (fils de Lambert Grimaldi d'Antibes)
3. Augustin Grimaldi de Monaco, seigneur de Monaco (régent) de 1523 à 1532 (1482 - 14 avril 1532) -  (fils de Lambert Grimaldi d'Antibes)
4. Honoré Ier Grimaldi de Monaco, seigneur de Monaco de 1532 à 1581 (16 décembre 1522 - 7 octobre 1581) -  (fils de Lucien Grimaldi de Monaco)
5. Charles II Grimaldi de Monaco, seigneur de Monaco de 1581 à 1589 (1555 - 17 mai 1589) -  (fils de Honoré Ier Grimaldi de Monaco)
6. Marie Landi de Valetare (morte en 1599) -  (épouse de Hercule Ier Grimaldi de Monaco)
7. Hercule Ier Grimaldi de Monaco, seigneur de Monaco de 1589 à 1604 (24 septembre 1562 - 21 novembre 1604) -  (fils de Honoré Ier Grimaldi de Monaco)
8. Ippolita Trivulzio (1600 - 20 juin 1638) -  (épouse de Honoré II Grimaldi de Monaco)
9. Honoré II Grimaldi de Monaco, seigneur de Monaco puis prince de Monaco de 1604 à 1662 (24 décembre 1597 - 10 janvier 1662) -  (fils de Hercule Ier Grimaldi de Monaco)
10. Louis Ier de Monaco, prince de Monaco de 1662 à 1701 (25 juillet 1642 - 3 janvier 1701) -  (fils de Hercule Grimaldi de Monaco)
11. Marie de Lorraine (12 août 1674- 30 octobre 1724) -  (épouse de Antoine de Monaco)
12. Antoine de Monaco, prince de Monaco de 1701 à 1731 (25 janvier 1661 - 20 janvier 1731) -  (fils de Louis Ier de Monaco)
13. Louise-Hippolyte de Monaco, princesse de Monaco en 1731 (10 novembre 1697 -  29 décembre 1731) -  (fille de Antoine de Monaco)
14. Honoré IV de Monaco, prince de Monaco de 1814 à 1819 (17 mai 1758 - 16 février 1819) -  (fils de Honoré III de Monaco)
15. Louise d'Aumont (22 octobre 1759 - 13 décembre 1826) -  (épouse de Honoré IV de Monaco)
16. Honoré V de Monaco, prince de Monaco de 1819 à 1841 (13 mai 1778 - 2 octobre 1841) -  (fils de Honoré IV de Monaco)
17. Florestan Ier de Monaco, prince de Monaco de 1841 à 1856 (10 octobre 1785 - 20 juin 1856) -  (fils de Honoré IV de Monaco)
18. Antoinette de Merode (28 septembre 1828 - 10 février 1864) -  (épouse de Charles III de Monaco)
19. Caroline Gibert (18 juillet 1793 - 23 novembre 1879) -  (épouse de Florestan Ier de Monaco)
20. Charles III de Monaco, prince de Monaco de 1856 à 1889 (8 décembre 1818 - 10 septembre 1889) -  (fils de Florestan Ier de Monaco)
21. Albert Ier de Monaco, prince de Monaco de 1889 à 1922 (13 novembre 1848 - 26 juin 1922) -  (fils de Charles III de Monaco)
22. Louis II de Monaco, prince de Monaco de 1922 à 1949 (12 juillet 1870 - 9 mai 1949) -  (fils de Albert Ier de Monaco)
23. Grace Kelly (12 novembre 1929 - 14 septembre 1982) -  (épouse de Rainier III de Monaco)
24. Rainier III de Monaco, prince de Monaco de 1949 à 2005 (31 mai 1923 - 6 avril 2005) -  (fils de Pierre de Polignac)